# Стъпки в пясъка
„Стъпки в пясъка“ е български игрален филм (комедия, драма) от 2010 година, по сценарий и режисура на Ивайло Христов. Премиерата му в киното е на 28 януари 2011 г. Оператор е Емил Христов. Музиката във филма е композирана от Петя Диманова. Художник на постановката е Владимир Шишков.

## Сюжет
Смешно-тъжна история за любовта между едно момче и едно момиче, които на шест години си обещават, че ще се оженят. История пълна с любов, приятелства и предателства, драматични раздели, бягство зад граница в Австрия, митарства по света и завръщане у дома.

## Актьорски състав
- Иван Бърнев – Слави
- Яна Титова – Нели
- Алекса Гоцева - Нели като дете.
- Максим Игнатов - Слави като дете.
- Асен Блатечки – Калаеца
- Деян Донков – Димитър Симеонов – Килера
- Велко Кънев – Митничаря, чичо на Ненчо
- Ненчо Илчев – Бръмбъра
- Карла Рахал – Вера
- Лабина Митевска – Йоана
- Франклин Смит – Джими
- Васил Михайлов – Бащата на Слави, Гроздан
- Башар Рахал – Хани
- Валентин Танев – Капитан Колев
- Пламена Гетова – Майката на Слави
- Милко Йовчев – Ненчо
- Евгени Будинов – Пецата
- Александър Дойнов – митничар
- Иван Савов – митничар
- Светослав Николов – митничар
- Кийт Литсю – индианец
- Лес Уелдън – лекар
- Анатоли Начев – лейтенант в казармата
- Петър Кръстев – началник на Районно управление на МВР
- Христина Ивановска – продавач-консултант

## Награди
- Специалната награда на журито (поделена с руския филм „Рябинов валс“) на 18 МФФ „Любовта е лудост“, (Варна, 2010).
- Наградата на публиката на 29 ФБИФ „Златна роза“ (Варна, 2010).
- Наградата „Домейн Бойар“ за най-добър Балкански филм се присъжда от Гилдията на българските кинокритици на продуцента Асен Владимиров на 15 СФФ, (София, 2011).